# Vyšehrad (báseň)
Vyšehrad (časopisecky Lumír 1879, knižně 1880) je cyklus epických básní od českého novoromantického básníka a prozaika Julia Zeyera znázorňující českou národní mytologii. Můžeme jej chápat jako pokus o národní epos zobrazující zlatý věk českého národa. Dílo má národně reprezentativní funkci. „Prožitek pradávného českého světa, srovnatelného se světem germánského nibelunžského cyklu nebo bájí keltských, měl posilovat národní jednotu a překrývat soudobou společenskou diferenciaci.“
Dílo je psáno blankversem (pětistopým nerýmovaným jambem). Zeyer v něm využívá znalostí cizích mýtů, pohádek, starokeltských a starogermánských pověstí, homérských eposů i dostupných domácích pramenů – především Hájkovy kroniky a Rukopisů královédvorského a zelenohorského. Základem jsou české pověsti a legendy, které však rozšiřuje, mytizuje a propojuje do jednoho cyklu. Vyšehrad tak zapadá do dobového pěstování českého mýtu, kterému se věnovala především generace Národního divadla (Mikoláš Aleš, Julius Mařák, Josef Václav Myslbek, Josef Mánes, František Ženíšek, Vojtěch Hynais, Josef Zítek a další). Prastará česká mytologie se stala inspiračním zdrojem výzdoby Národního divadla (Myslbekova sousoší, Alšovy lunety i Mánesovy krajiny jsou například inspirovány Rukopisy).

## Charakteristika díla
Vyšehrad obsahuje pět epických básní nazvaných Libuše, Zelený vítěz, Vlasta, Ctirad a Lumír. Ústřední role v cyklu připadá postavě kněžny Libuše – její osud poznáváme prostřednictvím všech pěti částí cyklu; Libuše představuje ideál panovníka, ztělesnění božství, symbol zlatého věku a vládu lásky.

### Příroda ve Vyšehradu
Zcela zásadní roli na vytváření významu díla má ve Vyšehradu příroda. „V této skladbě se mísí autorova pokora vůči přírodě s vlastenecky motivovanou touhou evokovat klíčové okamžiky národní prehistorie.“ Příroda je s děním i s hrdiny básní nedílně spjata. Samotný Vyšehrad není zobrazen jako kamenné sídlo, nýbrž jako otevřený háj či zahrada založená Krokem (otcem Kazi, Tetky a Libuše) kolem jasanu, který vyrostl během jediné noci na hrobě Čecha. Příroda je antropomorfizována (polidšťována) a její stav koresponduje s náladami hrdinů (hvězdy blednou úžasem nad pádem Děvína; luna se zachvívá nad lesem ve chvíli, kdy Vlasta vstupuje do skály; hvozd truchlí v době boje o Děvín; řeka temně, žalostně šumí, laňky roní slzy, ptáci sedají Tetce do klína a všechny lesy a lučiny vadnou v okamžiku, kdy umírá Zelený vítěz). V díle nalezneme příklady stírání hranic mezi přírodním a lidským světem (Šárčiny dívky se mění v labutě; žena je zakletá do vlčice; polednice Héla na sebe bere podobu vlaštovky). Hrdinové jsou často v popisech připodobňováni přírodním jevům, zvířatům (Tetka se při hlasu myslivce třese jako plachá laň.). „Stírání hranic mezi přírodou a bytostí, případně prostorem, v němž žije, je právě dokladem toho, že Zeyer utváří mýtus o počátku světa, kdy se lidé nevydělují z přírody, chápou se jako její součást, sami sebe popisují skrze přírodní děje.“

### Postavy v díle
V díle nalezneme jak obyčejné lidi, tak hrdiny s božským původem – Ctirad je synem polednice Hély, Přemysl je dítětem Země a Slunce, matka Kazi, Tetky a Libuše je Niva, žena pocházející „z těch krajin zázračných, kde věčné světlo svítí.“ Hrdinové projevují svou individualitu prostřednictvím vášní, citů a především činů. Charakterizováni jsou epitety constans: Libuše – zlatá hvězda či junné Slunce, Sázava stříbrná, Morana bledá, Chrudoš je vždy uveden jako temný rek. Epiteta pomáhají čtenáři orientovat se v poměrně složitých, provázaných příbězích.

### Solární mýtus
Solární a lunární symbolika se odráží v celém cyklu. Básně jsou protknuty motivy Měsíce, Slunce, hvězd i Země. Od nich jsou odvozována i často užívaná adjektiva jako lunný, hvězdný, slunný atp. Helena Lorenzová v tomto směru mluví o solárním mýtu, jejž Zeyer vytváří. Tento mýtus dokládá častým přirovnáním Libuše ke Slunci, pojetím Přemysla jako syna Slunce, nemožností lásky mezi Ctiradem, synem Polednice, a Šárkou, kněžkou Měsíce, kteří jsou už předem odsouzeni k tomu, aby se míjeli, neboť není možné setkání těchto dvou nebeských těles.

### Mytizace díla
Zeyer děj básní mytizuje, čehož dosahuje několika způsoby. Záměrně prolíná pohanský božský aspekt s lidským, a tak vytváří mytický původ hrdinů, dále vyzdvihuje pohanská božstva, v básních vystupují bohyně Jizera i Sázava, Niva, polednice Héla, bledá Morana, lesní běsy, bůh Veles s hlavou tura, Svaroh, stejně tak jako i bájná zvířata – saň a kanec, jež jsou nositeli pradávného řádu. Zeyer dále pracuje s historickým časem, který „staví do mytické perspektivy. Příběh o původu českého národa se mění v mýtus o původu světa, v mýtus kosmogonický. Vše profánní je sakralizováno, vše přirozené se mění v nadpřirozené.“ Avšak mytický věk je v závěru symbolicky ukončen, zlatá doba českých dějiny se uzavírá odchodem pěvce Lumíra z Vyšehradu, jeho hvězda zapadá, doba reků a bájných hrdinů končí, varyto je zlomeno.
Vyšehrad představuje zcela ojedinělou důslednou mytizaci tradičních látek doplněnou autorovými představami o velikosti člověka, cti i smyslu národních dějin. Cyklus je vrcholem konkretizace národního mýtu.

#### Primární literatura
- ZEYER, Julius. Vyšehrad/Trojí paměti Víta Choráze. Vyd. 1. Brno: Host, 2009. ISBN 978-80-7294-331-9
- JIRÁT, Vojtěch. Portréty a studie. Vydání 1. Odeon: Praha, 1978.

#### Sekundární literatura
- JANÁČKOVÁ, Jaroslava. „Julius Zeyer“. In: LEHÁR, Jan a kol. Česká literatura od počátků k dnešku. Vyd. 2. doplněné. Praha: Nakladatelství Lidové noviny, 2013. ISBN 978-80-7106-963-8 •
- KRAITLOVÁ, Irena. Julius Zeyer. In: MERHAUT, Luboš (red.). Lexikon české literatury: osobnosti, díla, instituce. 4. U–Ž. 2 sv. Vydání 1. Praha: Academia, 2008.
- LORENZOVÁ, Helena. Solární mýtus v díle Julia Zeyera. In Julius Zeyer: texty, sny obrazy.
- VLČEK, Tomáš. Vyd. 1. Písek: Městské muzeum a Společnost Julia Zeyera, 1997.
- MED, Jaroslav. Vyšehrad. In: ČERVENKA, Miroslav. Slovník básnických knih: díla české poezie od obrození do r. 1945. Vydání 1. Praha: Československý spisovatel, 1990.
- NOVÁKOVÁ, Ester. Zeyerův Vyšehrad. In Julius Zeyer, lumírovský básník v duchovním dění Evropy. KUDRNÁČ, Jiří et. al. (eds.). Vydání 1. Brno: Host, 2009. ISBN 978-80-7294-346-3
- TOMÁŠEK, Martin. Mytická krajina Zeyerova Vyšehradu. In Julius Zeyer, lumírovský básník v duchovním dění Evropy. KUDRNÁČ, Jiří et. al. (eds.). Vydání 1. Brno: Host, 2009. ISBN 978-80-7294-346-3
- RIEDLBAUCHOVÁ, Tereza (ed). Vyšehrad: české pověsti v Zeyerově díle. In Vyšehrad/Trojí paměti Víta Choráze. ZEYER, Julius. Vydání 1. Host: Brno, 2009. ISBN 978-80-7294-331-9